# Пјетраја (Фрозиноне)
Пјетраја је насеље у Италији у округу Фрозиноне, региону Лацио.
Према процени из 2011. у насељу је живело 23 становника. Насеље се налази на надморској висини од 476 м.